# 138. vestlige længdekreds
Den 138. vestlige længdekreds (eller 138 grader vestlig længde) er en længdekreds, der ligger 138 grader vest for nulmeridianen. Den løber gennem Ishavet, Nordamerika, Stillehavet, det Sydlige Ishav og Antarktis.